# Nemzetközi Munkaügyi Szervezet
A Nemzetközi Munkaügyi Szervezet (ILO) az ENSZ szakosodott szervezete. 1919-ben alapították, fő célja: a munkavállalók alapvető munkaügyi és szociális jogainak védelme. 2007-ben 182 tagja volt.

## Fő célkitűzései
Az ILO nemzetközi munkaügyi normákat alkot. Meghatározza többek között a kényszermunka tilalmát, a munkavállalók szervezkedési szabadságát, a kollektív szerződés kötését. A következő területeket emeli ki hangsúlyosan: 
- a munkaegészséggel- és biztonsággal kapcsolatos szabályozások erősítése,
- az egyenlő esélyek és bánásmód érvényesülésének előmozdítása,
- a társadalmi kirekesztés elleni harc, valamint
- a munkahelyen az emberi méltóság megőrzését szolgáló intézkedések érvényesülésének elősegítése.

Támogatja a független munkavállalói és munkaadói szervezeteket, segítséget nyújt a munka világának különböző területein (képzés, munkajog, társadalombiztosítás stb.). 

## Szervezeti felépítése
Az ILO tevékenységében és testületeiben egyenlő joggal vesznek részt a kormányok, a munkaadók és a munkavállalók képviselői. Legfőbb testületei: 
- Nemzetközi Munkaügyi Konferencia. Az ILO tevékenységét alapvetően meghatározó, legfelső szerve. A konferencia évente ülésezik, öt állandó bizottsága van.
- Igazgatótanács. A konferenciák közötti időszakban a szervezet működését irányítja. Munkájában 56 rendes tag: 28 kormány képviselője, a munkaadók és a munkavállalók képviseletében pedig 14-14 tag vesz részt. Évente három alkalommal ülésezik, elnökét egy évre választják.
- Nemzetközi Munkaügyi Hivatal. Lényegében az ILO állandó titkársága, központja, mely az Igazgatótanács irányítása alatt működik. A központ Genfben van, a főigazgatót öt évre választják. Ezt a pozíciót 1997 óta a chilei származású Juan Somavia tölti be.

## A szervezet történetéből
1919-ben jött létre. Magyarország 1922 óta tagja az ILO-nak. Ez az egyetlen jelentősebb nemzetközi szervezet, mely túlélte a Népszövetséget. 1946-ban az ENSZ első szakosodott szervezete lett. 
Az ILO tevékenységében mindig is kiemelt helyet foglalt el a bevándorlók szociális biztonságát garantáló jogok védelme. Az ő szociális jogait védő, első ILO-s koordinációs egyezményt 1925-ben fogadták el: az ILO 19. számú egyezménye az „egyenlő bánásmódról” (Baleseti Kompenzáció), amely az egyezményhez csatlakozó országok állampolgárai tekintetében kimondja az egyenlő bánásmód elvét az üzemi balesetekkel kapcsolatban. A bevándorlók „Nyugdíjjogosultságának Fenntartásáról” szóló 48. számú egyezményt 1935-ben fogadták el. Ez az egyezmény biztosítja a nyugdíjak exportálhatóságát, azok felhalmozhatóságát, valamint az arányos (pro-rata-temporis) megállapítását és kifizetését.
Az egyik különösen fontos, alapvető szociális biztonsági kérdéseket tárgyaló, a „Szociális Biztonság Minimum Standardjairól” szóló 102. számú egyezmény (1952). Ez volt az első egyezmény, amely felállította a szükséges szociális biztonsági standardokra vonatkozó alapvető követelményeket.
Alapításának 50. évfordulója alkalmából 1969-ben az ILO-t Nemzetközi Nobel-békedíjjal tüntették ki.
A szervezet Közép- és Kelet-Európai Tanácsadó Irodáját Budapesten létesítették, működését 1993-ban kezdte meg.

## Lásd még
- A nemzetközi munkaügyi szervezet alkotásai / Nemzetek Szövetsége / Nemzetközi Munkahivatal, s.n., Genéve, 1923
- Pap Dezső: A nemzetközi munkaügyi szervezet és Magyarország, Egyetemi Ny., Budapest, 1925, (Magyar Nemzeti Szövetség könyvtára 9., Szociálpolitikai sorozat)
- Gombó István: Magyarország és a nemzetközi munkaügyi szervezet, Dunántúl Ny., Pécs, 1930
- Szeibert János: A nemzetközi munkaügyi szervezet és Magyarország. Adatok a magyar szociálpolitikához, szerzői, Budapest, 1933
- Topálovich Pál: A Nemzetközi Munkaügyi Szervezet és a magyar szakszervezetek, Szakszervezetek Elméleti Kutató Intézete–Táncsics, Budapest, 1974
- Nemzetközi Munkaügyi Szervezet egyes alapdokumentumai. Kézikönyv, Nemzeti ILO Tanács, Budapest, 2004, (Nemzetközi munkaügyi egyezmények és ajánlások sorozat)
- Ember Alex: ILO. Nemzetközi Munkaszervezet, Magyar Munkaügyi Alapítvány, Kecskemét–Szeged, 2016